# Vargasvil
Crisanto Alonso Vargas Ramírez (Carmen de Viboral, 24 de mayo de 1962) más conocido como Vargasvil es un humorista, actor y cantante colombiano.

## Biografía
Nació en Carmen de Viboral Antioquia a los dos meses de edad sus padres se llevaron al municipio de El Santuario. 
En 1979 participó en concurso de trova antioqueña resultado el ganador. En 1980 concurso en el Festival Nacional de la Trova fue escogido como ganador de la categoría de revelación.
En 1985 comienza su carrera de humor creando el programa El manicomio de Vargasvil de Caracol Radio, caracterizando las imitaciones, parodias y sátira política en la cual de posicionó de mayor sintonía en ese tiempo en la radio colombiana.
En 1997 funda la sección del humor de la cadena RCN Radio La Zaranda que se transmitía los fines de semana. En 2006 al 2007 estuvo como panelista del programa La Luciérnaga de Caracol. Se han presentado en el programa Festival Internacional del Humor como invitado.
Se incursiona como gestor cultural creando la Corporación la Casa de Crisanto promoviendo la participación de espectáculos y obras teatrales y humorísticas. En 2015 participó en la serie de televisión Las Hermanitas Calle como actor principal.